# Cymbopogon
Genre
Classification phylogénétique
Cymbopogon est un genre de plantes monocotylédones de la famille des Poaceae, sous-famille des Panicoideae, qui comprend une cinquantaine d'espèces originaires des régions tropicales et subtropicales d'Afrique, d'Asie et d'Australie.
Ce sont des plantes herbacées, généralement vivaces, rarement annuelles, cespiteuses ou rhizomateuses, dont les tiges (chaumes) peuvent atteindre de 15 à 300 cm de long. Certaines espèces de ce genre sont depuis très longtemps introduites et naturalisées dans tout le monde intertropical pour leurs aptitudes aromatiques culinaires et médicinales.
Les noms communs de l'espèce Cymbopogon citratus sont citronnelle et verveine des Indes.
La citronnelle de Ceylan (ou Sri Lanka), qui est la plus commercialisée dans le monde, est extraite de Cymbopogon nardus (L.) Rendle.
La citronnelle de Java correspond à l’espèce C. winterianus Jowitt.
Les appellations lemongrass, gingergrass, palmarosa, renvoient respectivement à Cymbopogon flexuosus, Cymbopogon martinii var. sofia, et Cymbopogon martinii var. motia.

## Étymologie
Le nom Cymbopogon vient du grec ancien κύμβη (kumbe) : « petite barque », et πώγων (pôgôn) : « barbe », en référence aux spathes en forme de bateau et aux inflorescences à plusieurs arêtes.

## Liste des espèces
Selon « The Plant List » 29 avril 2013

## Espèces aux noms synonymes, obsolètes et leurs taxons de référence
Selon « The Plant List » 29 avril 2013

## Espèces au statut non encore résolu
Selon « The Plant List » 29 avril 2013